# دم‌ریشی گلوسفید
دم‌ریشی گلوسفید (نام علمی: Premnoplex tatei)، یک گونه پرنده در حال انقراض در زیرخانواده Furnariinae از خانواده تنورمرغان (Furnariidae) و بومی ونزوئلا است.